# Marineo
Marineo település Olaszországban, Szicília régióban, Palermo megyében. Lakosainak száma 6113 fő (2023. január 1.). Marineo Cefalà Diana, Mezzojuso, Monreale, Villafrati, Godrano, Bolognetta, Misilmeri és Santa Cristina Gela községekkel határos.

## Népesség
A település lakossága az elmúlt években az alábbi módon változott:
| Lakosok száma | 6588 | 6541 | 6113 |
|               | 2017 | 2018 | 2023 |